# Isla Beak
La isla Beak o isla Pico (según Argentina) es una isla en forma de arco de siete kilómetros de largo, que alcanza una altitud máxima de 360 metros. Forma parte de las islas Andersson (o Águila), situadas entre la costa este de la península Trinidad y la isla Vega, al sur de la bahía Duse y en aguas del canal Príncipe Gustavo, en el extremo norte de la península antártica. Se encuentra a un kilómetro al noreste de la isla Águila, estando separadas por el pasaje Lidia (o paso Vidaurrazaga).

## Historia y toponimia
Probablemente, fue vista por primera vez por la Expedición Antártica Sueca entre 1901 y 1904. Fue cartografiada en noviembre de 1945 por el British Antarctic Survey y nombrada por su forma y cercanía a las islas Águila, Cola y Huevo, ya que esta isla representaría el pico de un águila.
En Argentina, ha aparecido con los nombres de isla Pico, como traducción del topónimo británico (en 1957 y 1970), e isla Acantilados (en 1959).

## Reclamaciones territoriales
Argentina incluye a la isla en el departamento Antártida Argentina dentro de la provincia de Tierra del Fuego, Antártida e Islas del Atlántico Sur; para Chile forma parte de la comuna Antártica de la provincia Antártica Chilena dentro de la Región de Magallanes y de la Antártica Chilena; y para el Reino Unido integra el Territorio Antártico Británico. Las tres reclamaciones están sujetas a las disposiciones del Tratado Antártico.
Nomenclatura de los países reclamantes:
- Argentina: isla Pico[5][6]
- Chile: isla Beak[7]
- Reino Unido: Beak Island[3]